# 原口鉄也
原口鉄也（はらぐちてつや、1974年7月27日 - ）日本のプロゴルファー。フリー。
和歌山県出身。那智中学3年時と東京学館浦安高等学校2年時に『日本ジュニア』で優勝。日本大学を経て1997年にプロへ転向した。